# Pete Buttigieg
Peter Paul Montgomery Buttigieg (pronunciació en anglès: /ˈbuːtəˌdʒɛdʒ/; South Bend (Indiana), 19 de gener de 1982) és un polític americà i exoficial de la Reserva de la Marina dels EUA que va ser alcalde de South Bend, Indiana entre 2012 i 2020. És un dels dos veterans de guerra que es presenten a les primàries demòcrates per les eleccions presidencials de 2020.
Després de graduar-se a la Universitat Harvard, i més endavant de Pembroke College, Oxford amb una beca Rhodes, Buttigieg va treballar com a consultor a McKinsey & Company. Entre 2009 i 2017 va ser oficial de la intel·ligència de la Reserva de la Marina dels EUA, obtingué el rang de tinent i va ser enviat a Afganistan el 2014.
Buttigieg fou elegit alcalde de South Bend el 2011 i reelegit el 2015. Abans de la reelecció va sortir públicament de l'armari com a homosexual. El 14 d'abril de 2019 anuncià la seva candidatura per la nominació demòcrata a la presidència dels Estats Units en les eleccions de 2020, després d'haver format un comitè exploratori el gener de 2019. Va ser la primera persona obertament homosexual a llençar una campanya presidencial important. Malgrat les baixes expectatives inicials, va guanyar tracció a mitjan 2019 quan va participar en diversos town halls, fòrums i debats. Buttigieg va guanyar per poc en delegats als caucus d'Iowa i va empatar en delegats a les primàries de Nou Hampshire. Es va convertir en el primer candidat obertament gai a guanyar un caucus o primàries amb la seva victòria de delegats a Iowa. Buttigieg es va retirar de la cursa el primer de març de 2020 i l'endemà va donar suport a Joe Biden.

## Infantesa i carrera
Buttigieg nasqué a South Bend, Indiana, fill únic de Joseph Buttigieg i Jennifer Anne (Montgomery) Buttigieg. El seu pare, originari d'Ħamrun, Malta estudià per convertir-se en capellà jesuïta abans d'emigrar als Estats Units i començar una carrera secular com a professor de literatura a la Universitat de Notre Dame a South Bend. El cognom Buttigieg és d'origen maltès. El seu pare fou professor a Notre Dame durant 29 anys.

### Educació
El 2000 Buttigieg tingué el millor expedient de la seva promoció a l'últim curs d'institut a St. Joseph High School a South Bend. Aquell mateix any va guanyar el primer premi al concurs d'escriptura d'assaigs JFK Profiles in Courage organitzat per la John F. Kennedy Library a Boston. Viatjà fins a Boston per a acceptar el guardó i conegué Caroline Kennedy i altres membres de la família del president Kennedy. El tema de l'assaig fou la integritat i el coratge polític demostrats pel congressista Bernie Sanders de Vermont, un dels dos polítics independents del Congrés.
Buttigieg estudià a la Universitat Harvard, especialitzant-se en història i en literatura. Fou president del Comitè Assessor Estudiantil del Harvard Institute of Politics i treballà en l'estudi anual de l'institut de les actituds del jovent envers la política. Escrigué el seu treball de fi de grau en la influència del puritanisme en la política estrangera dels EUA com es reflecteix en la novel·la de Graham Greene The Quiet American.
Després de graduar-se magna cum laude de Harvard el 2004, li fou atorgada la beca Rhodes i el 2007 rebé un Bachelor of Arts amb matrícula d'honor (first-class honors) en filosofia, política i economia després d'estudiar a Pembroke College, Oxford.

### Carrera en el sector financer
Abans de graduar-se a la universitat, va treballar com a investigador becari a WMAQ-TV, la sucursal a Chicago de NBC News. També va ser becari en la campanya perdedora de Jill Long Thompson al Congrés de 2002. Més endavant va assessorar la també fallida campanya per governador de Long Thompson.
Del 2004 al 2005, Buttigieg va treballar a Washington DC com a director de conferències per la consultoria de l'ex-secretari de defensa William Cohen, The Cohen Group. També va treballar uns quants mesos en la campanya presidencial de John Kerry de 2004, on s'especialitzà en polítiques. Després de graduar-se d'Oxford, va esdevenir consultor a McKinsey & Company i membre del Truman National Security Project.

### Carrera militar

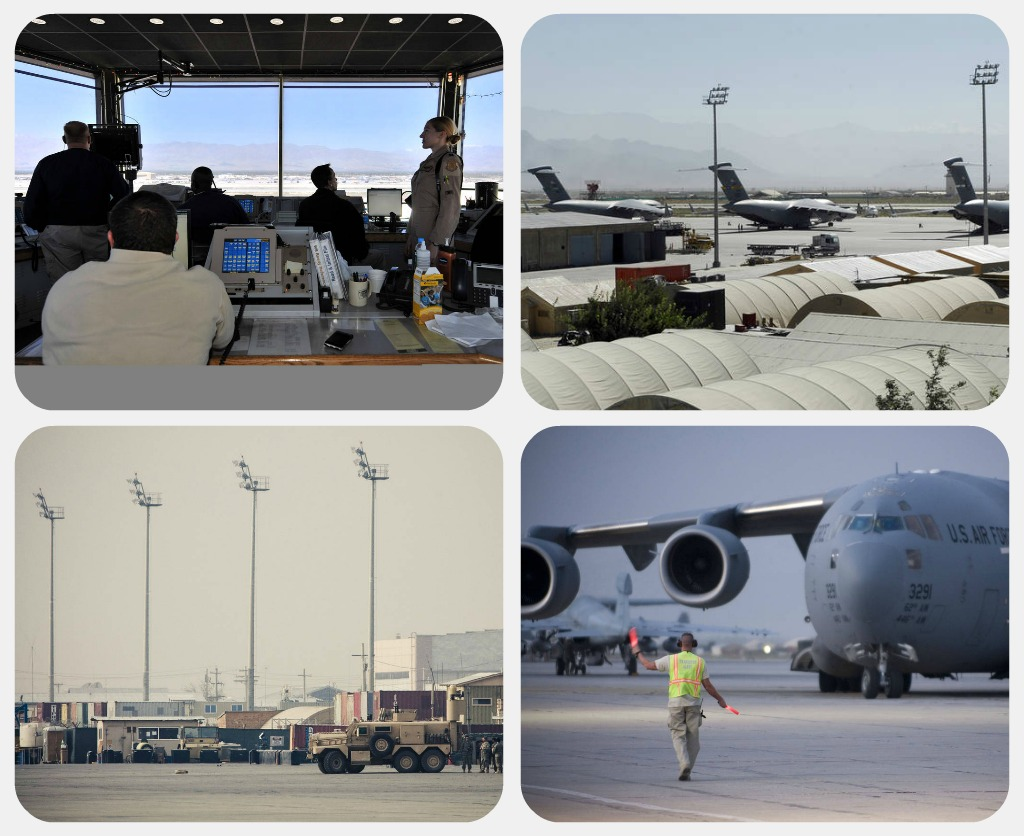
El 2014, Buttigieg va començar el seu desplegament a la base aèria de Bagram a l'Afganistan.

El 2007, mentre feia de voluntari a la campanya presidencial de Barack Obama, Buttigieg es va veure empès a allistar-se després de veure la diferència que hi havia entre comunitats on molts joves feien el servei militar i aquelles on amb prou feines servien.
El 2009, Buttigieg va esdevenir alferes a la Reserva de la Marina dels Estats Units i va ser entrenat per convertir-se en oficial de la intel·ligència naval. Va ser enviat a l'Afganistan durant set mesos el 2014. Mentre estava desplegat, Buttigieg va formar part d'una unitat dedicada a identificar i perjudicar xarxes financeres de grups terroristes. Una part d'això es va fer a la base aèria de Bagram, però també va treballar com a conductor armat pel seu comandant en més de 100 viatges a Kabul. Buttigieg s'ha referit de broma a la seva feina com a "Uber militar" perquè havia d'evitar emboscades i explosius a la carretera i assegurar-se que el vehicle estigués segur. Per tal de comunicar-se amb els afganesos, va aprendre de manera autodidacta una mica de darí (un dialecte del persa). Va rebre dues distincions (Joint Service Commendation Medal i Joint Meritorious Unit Award) i va ser llicenciat de la Marina dels Estats Units el 2017.

### Tresorer estatal
Buttigieg va ser el candidat demòcrata per tresorer de l'estat d'Indiana el 2010. Va rebre el 37,5% dels sufragis i va perdre contra el republicà Richard Mourdock.

## Alcalde de South Bend (Indiana)

### Primer mandat
Buttigieg va ser elegit alcalde de South Bend a les eleccions del novembre de 2011, amb un 74% dels vots. Va prendre possessió el gener de 2012, a l'edat de 29 anys, i va esdevenir el segon alcalde més jove de la història—Schuyler Colfax III va ser alcalde amb 28 anys el 1898— i l'alcalde més jove dels Estats Units d'una ciutat de més de 100.000 habitants.
El 2012 Buttigieg va degradar el cap de la policia de South Bend Darryl Boykins després que una investigació federal conclogués que el departament de policia havia gravat trucades telefòniques il·legalment. També va despatxar el director de comunicacions del departament de policia, qui "va descobrir les gravacions però les va mantenir sota la custòdia de Boykins". El director de comunicacions de la policia va al·legar que les gravacions mostraven quatre oficials de policia sèniors fent comentaris racistes i parlant d'actes il·legals.
Buttigieg ha escrit que la seva decisió inicial de tornar a nomenar Boykins (el primer cap de la policia afroamericà) va ser "el seu primer error seriós com a alcalde". Boykins va denunciar la ciutat per discriminació racial en ser degradat per l'alcalde, argumentant que la política de gravacions ja existia durant el mandat dels seus predecessors, que eren blancs. Buttigieg va optar per arribar a un acord extrajudicial amb Boykins, el director de comunicacions i quatre oficials, amb un cost de 800.000 $ per la ciutat. El 2015 un jutge federal va concloure que les gravacions de Boykins violaven la llei federal Wiretap Act. Buttigieg va rebre pressions d'opositors per publicar les gravacions, però va dir que fer-ho violaria la llei Wiretap Act. Va fer una crida a erradicar el biaix racial en la policia. Hi ha un cas en un tribunal d'Indiana que busca publicar les gravacions.
El 2013 Buttigieg va ser escollit "Alcalde de l'any" per la web GovFresh.com, empatant amb Mike Bloomberg, l'alcalde de Nova York durant tres mandats. El 2014, The Washington Post va dir que Buttigieg era "l'alcalde més interessant de qui no heu sentit a parlar mai" basant-se en la seva joventut, educació i formació militar. El 2016, el columnista del The New York Times Frank Bruni va publicar una columna alabant la seva feina com a alcalde amb el títol preguntant si podria ser "el primer president homosexual".
Un dels programes insígnia de Buttigieg ha sigut la Vacant and Abandoned Properties Initiative (conegut localment com a "1000 propietats en 1000 dies"), un projecte per reparar o demolir propietats en mal estat a South Bend. Es va assolir l'objectiu a la data prevista, el novembre de 2015.
Buttigieg va servir set mesos a l'Afganistan com a tinent a la Reserva de la Marina dels Estats Units, i va tornar als EUA el 23 de setembre de 2014. Mentre va estar desplegat, va ser assignat a la Cèl·lula d'Amenaces Financeres Afganes, una unitat antiterrorista que s'encarregava de lluitar contra el finançament de la insurgència talibana. Durant la seva absència, el tinent d'alcalde Mark Neal, encarregat de les finances de South Bend, va ocupar el seu lloc entre febrer i octubre de 2014.

### Segon mandat

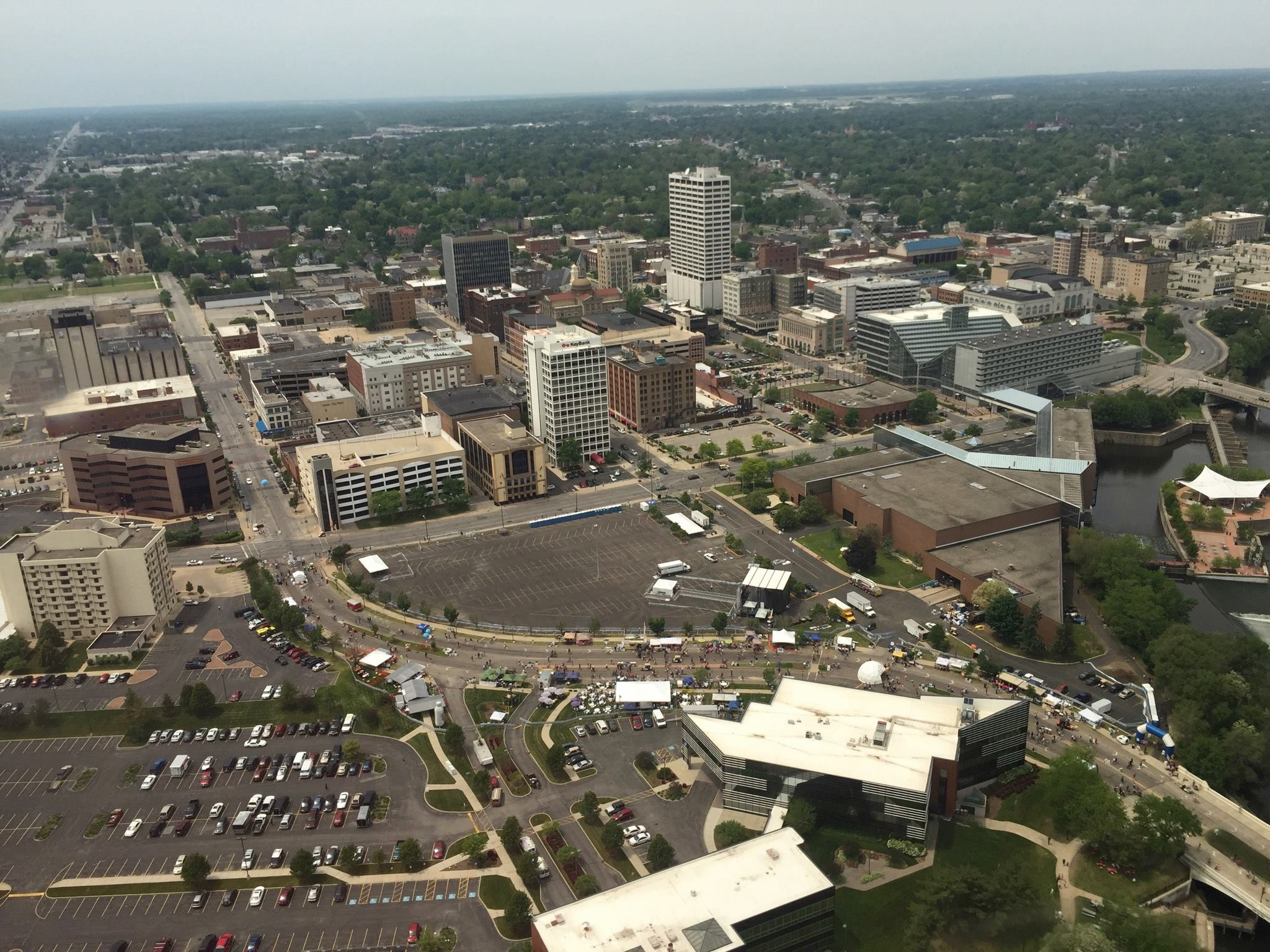
Les festivitats del 150è aniversari de South Bend, on Buttigieg va actuar en directe amb el cantautor Ben Folds

El 2014, Buttigieg va anunciar que es presentaria a la reelecció per un segon mandat. Va guanyar les primàries demòcrates amb un 78% dels vots, derrotant Henry Davis Jr., el conseller de la ciutat pel segon districte. El novembre de 2015 va ser elegit alcalde per un segon mandat amb més d'un 80% dels vots, derrotant el republicà Kelly Jones.
El 2015, durant la controvèrsia per l'Indiana Senate Bill 101—la versió original del qual va ser criticada àmpliament per permetre la discriminació contra lesbianes, gais, bisexuals i transgèneres—Buttigieg va destacar-se com un dels opositors a la legislació, i al cap de poc va sortir públicament de l'armari com a homosexual per expressar la seva solidaritat.
El 2013, Buttigieg va proposar un programa de desenvolupament urbà anomenat Smart Streets per a millorar el centre de South Bend, i a principis de 2015—després d'estudis del trànsit i audiències públiques— va garantir una emissió de bons pel programa així com un finançament per increment de taxes (tax increment financing). Smart Streets pretenia millorar el desenvolupament econòmic així com l'activitat urbana i la seguretat viària. El projecte involucrava la conversió de carrer d'un únic sentit del centre a carrers de doble sentit, mesures de pacificació del trànsit, ampliació de les voreres, plantació d'arbres i instal·lació d'elements decoratius, addició de carrils bici, i introducció de rotondes. Algunes parts del projecte van finalitzar el 2016, i va finalitzar oficialment el 2017. S'atribueix a aquest projecte l'esperonament del desenvolupament privat a la ciutat.
Com a alcalde, Buttigieg va ser el principal promotor de la instal·lació d'il·luminació làser al llarg del riu St. Joseph al centre de South Bend com a art públic. El projecte va costar 700.000$, que procedien de fons privats. La instal·lació, anomenada River Lights, va ser inaugurada el maig de 2015, com a part de la celebració del 150è aniversari de la ciutat. Durant el mandat de Buttigieg, South Bend va iniciar una inversió de 50 milions de dòlars en els parcs de la ciutat, molts dels quals havien estat negligits des de feia dècades.
El desembre de 2018, Buttigieg va anunciar que no es tornaria a presentar a l'alcaldia de South Bend per un tercer mandat per concentrar-se en una possible candidatura a la presidència a les eleccions de 2020.
Després que un policia blanc de South Bend disparés un home negre el juny de 2019, Buttigieg va desviar el focus de la campanya presidencial cap la reacció de l'opinió pública de la seva ciutat. El 23 de juny va presidir una reunió en què participaren activistes insatisfets de la comunitat afroamericana així com familiars de l'home mort. El sindicat de la policia local va acusar Buttigieg de prendre decisions pensant en els guanys polítics.

## Eleccions a president del Comitè Nacional Demòcrata de 2017

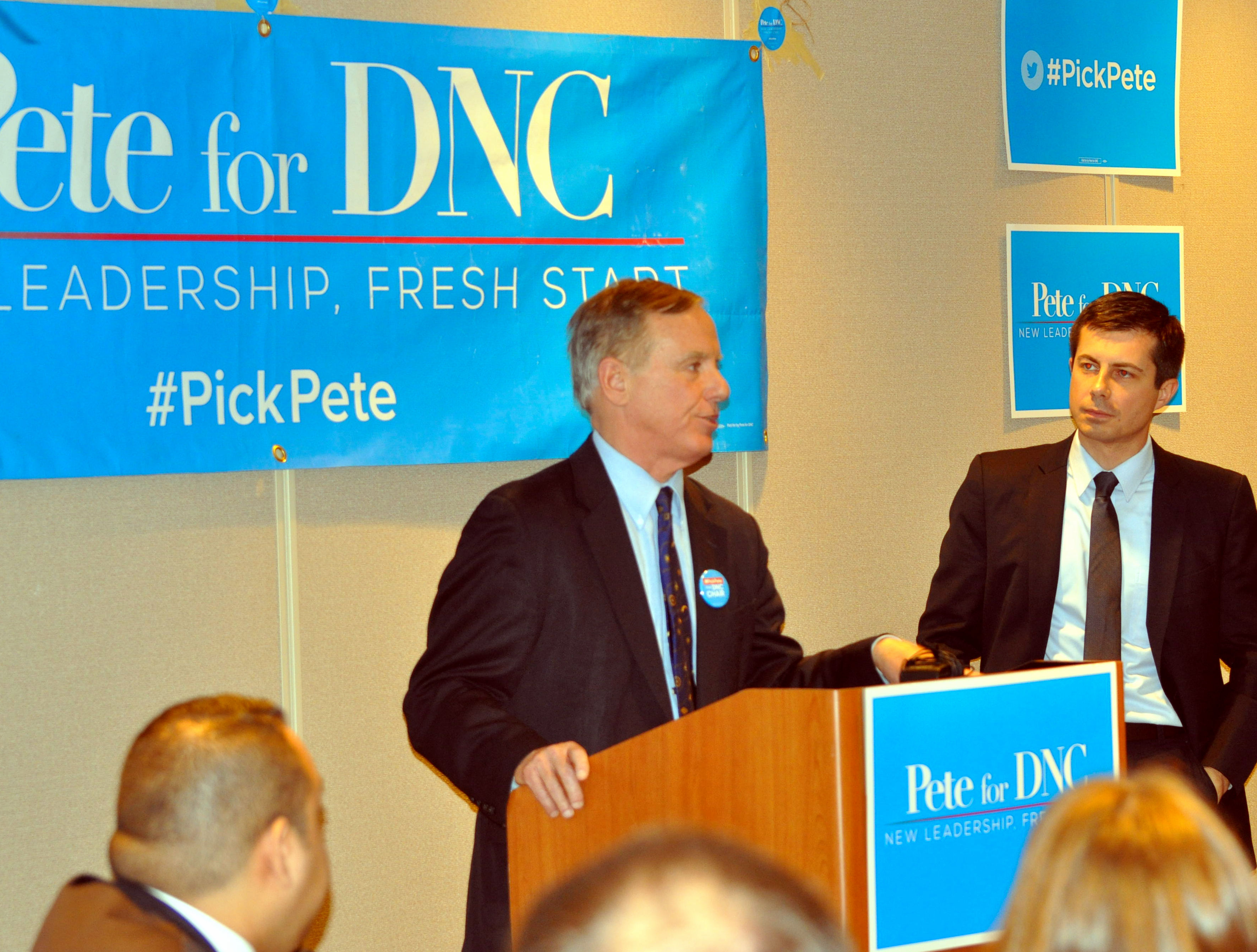
Howard Dean declarant el seu suport a Buttigieg en les eleccions a president del Comitè Nacional Demòcrata de 2017.

El gener de 2017 va anunciar la seva candidatura a president del Comitè Nacional Demòcrata en les eleccions de 2017. "Va construir un perfil nacional com a figura emergent en la cursa a president del comitè amb el suport de l'antic president del CND Howard Dean", l'exgovernador de Maryland Martin O'Malley, el senador per Indiana Joe Donnelly i la senadora per Dakota del Nord Heidi Heitkamp. Buttigieg "va fer campanya basant-se en la idea que l'envellit Partit Demòcrata necessitava apoderar els seus membres millennials".
L'exsecretari de treball Tom Perez i el congressista Keith Ellison van emergir ràpidament com a candidats favorits de la majoria de demòcrates. Buttigieg va retirar la seva candidatura el dia de les eleccions sense donar suport a cap candidat, i Perez va sortir escollit després de dues rondes de votació.

## Eleccions presidencials de 2020

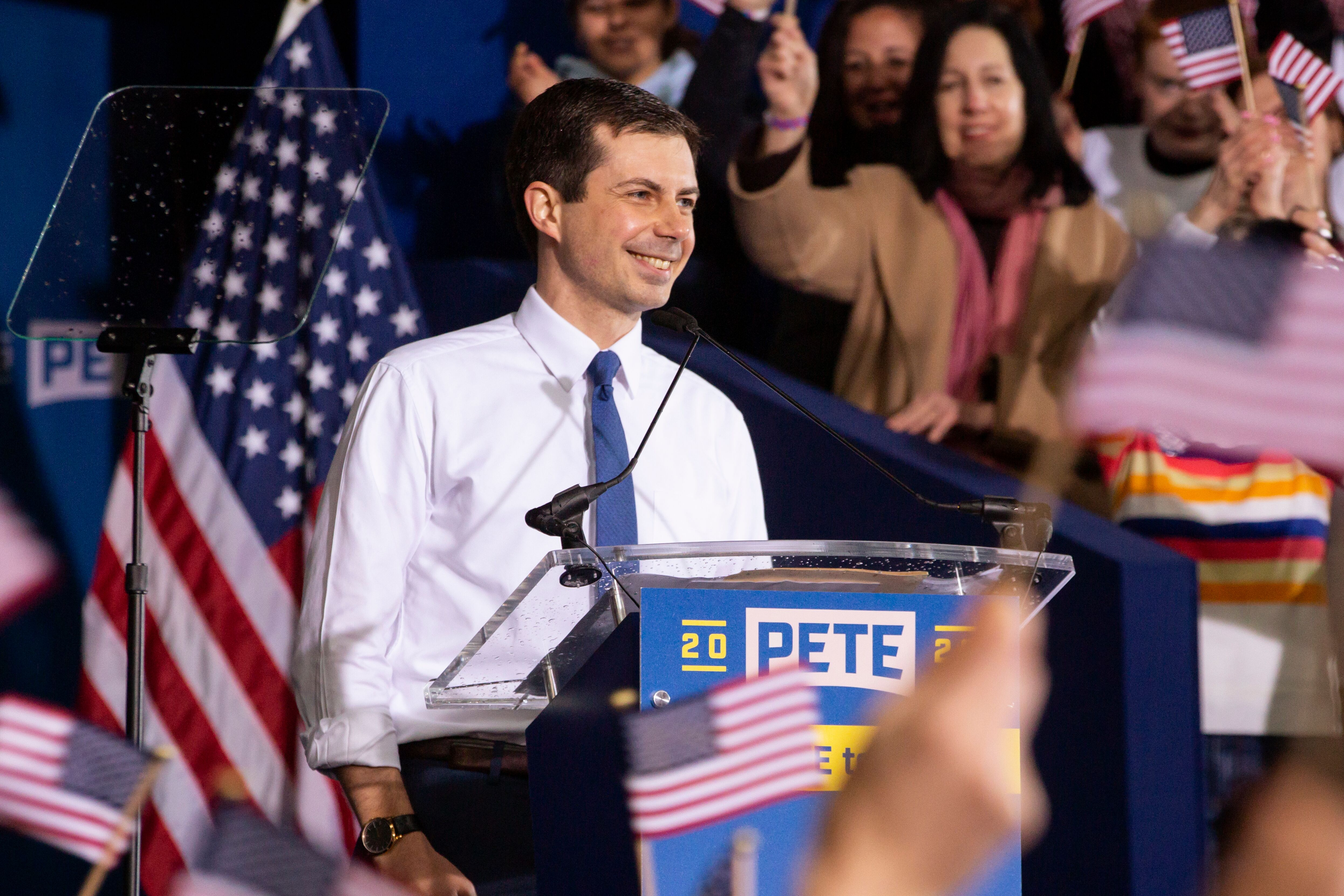
Buttigieg anunciant la seva candidatura a president dels EUA pel 2020 el 14 d'abril de 2019

El 23 de gener de 2019, Buttigieg va anunciar que formava un comitè exploratori per una candidatura a la president dels Estats Units en les eleccions del 2020. Buttigieg busca la nominació demòcrata. Si fos elegit, seria el president més jove i el primer obertament homosexual de la història dels EUA. Va llançar la seva campanya el 14 d'abril de 2019 a South Bend.
Buttigieg s'identifica com a progressista i defensor del capitalisme democràtic. Dona suport a la sanitat universal amb retenció dels plans privats de salut; al diàleg i cooperació entre el Partit Demòcrata i els sindicats; a verificacions d'antecedents universals per la compra d'armes de foc; i a polítiques mediambientals que lluitin contra la contaminació i el canvi climàtic, que Buttigieg veu com una amenaça a la seguretat nacional. Està a favor de subsidiar panells solars i de l'acord climàtic de París i després que Trump retirés els Estats Units d'aquest acord, Buttigieg va ser un dels alcaldes estatunidencs que va signar la Mayors National Climate Action Agenda, prometent que la seva ciutat continuaria adherint-se a l'acord. Buttigieg està a favor de l'Equality Act, una llei que defensa expandir les proteccions federals contra la discriminació a les persones LGBT. S'oposa a la prohibició impulsada per l'administració Trump que impedeix als transgèneres servir a l'exèrcit. Buttigieg dona suport al programa DACA i a legislació federal que doni la ciutadania a joves que van entrar il·legalment al país de petits. Dona suport al dret a l'avortament. Buttigieg creu que la captura del regulador és un problema significatiu en la societat estatunidenca.
A principis de febrer de 2020, Buttigieg va guanyar els caucus demòcrates d'Iowa amb un 26,2% dels vots i 14 delegats, per davant de Bernie Sanders (26,1%, 12 delegats). Va ser la primera persona LGBTQ a guanyar unes primàries estatals.
Buttigieg va quedar en segona posició a les primàries de Nou Hampshire, per darrere de Bernie Sanders. Després de quedar quart a les primàries de Carolina del Sud amb un 8,2% dels vots, per darrere de Joe Biden (48,7%), Bernie Sanders (19,8%) i Tom Steyer (11,3%); es va retirar de la cursa el primer de març de 2020 i va donar suport a Biden.

## Postures polítiques

### Avortament
Buttigieg és proelecció.

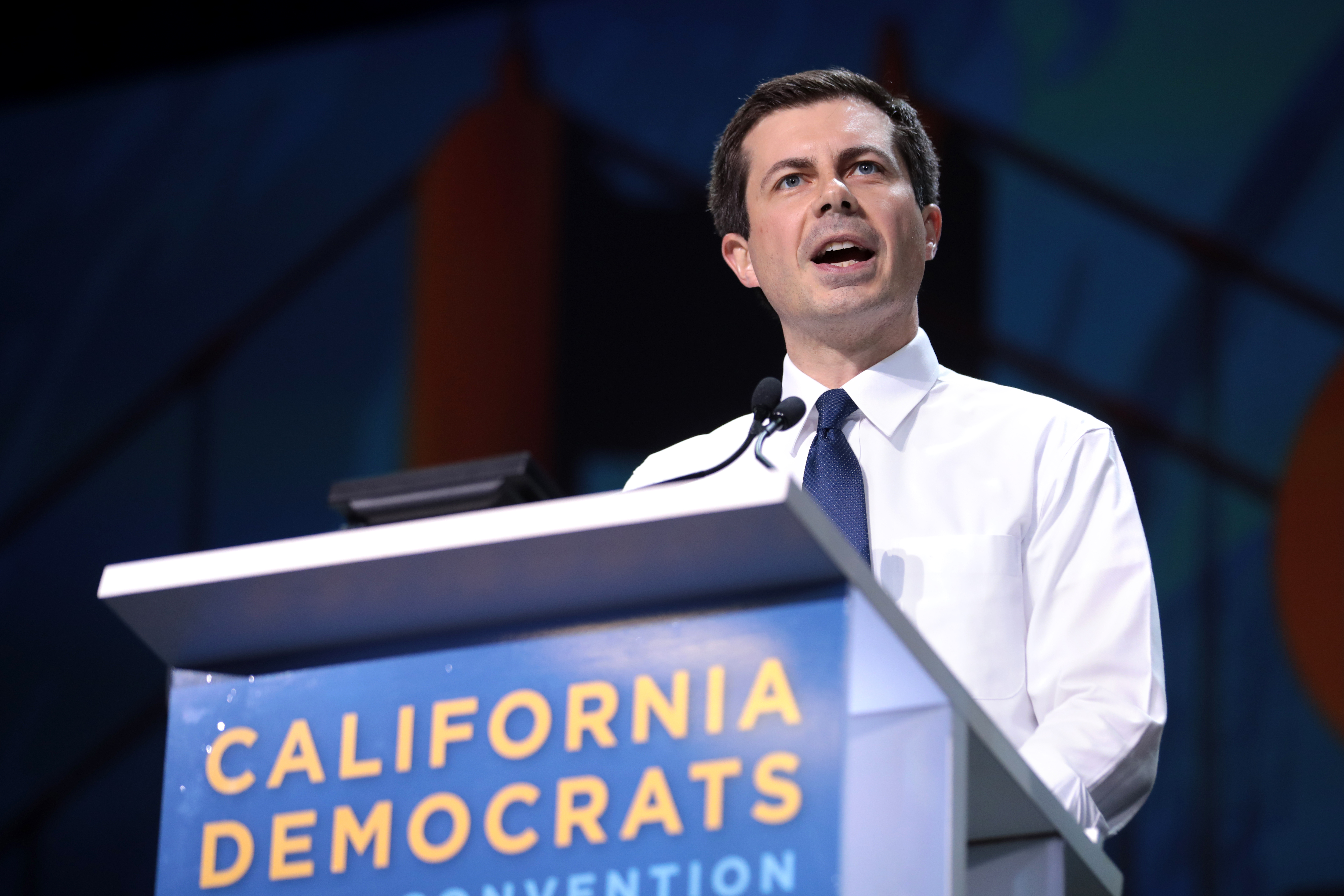
Pete Buttigieg parlant a la Convenció Estatal Demòcrata de Califòrnia de 2019.

El 2018, com a alcalde de South Bend, va vetar una sol·licitud d'excepció de zona perquè l'associació pro-vida Women's Care Center se situés a prop de la Whole Women's Health Alliance, on es realitzen avortaments. El Women's Care Center va acabar trobant una localització alternativa a South Bend. Encara que el South Bend Common Council va donar suport a l'excepció de zona, Buttigieg va dir "no crec que sigui gaire responsable situar dos grups literalment l'un al costat de l'altre... que tenen postures diametralment oposades en el tema social més divisiu del nostre temps". També va expressar el neguit que aquesta proximitat dels dos edificis desemboqués en un grup assetjant l'altre.
El maig de 2019, després que el legislatiu d'Alabama aprovés la Human Life Protection Act, que prohibeix gairebé tots els avortaments a l'estat, Buttigieg digué que s'estava "ignorant la ciència, criminalitzant l'avortament i castigant les dones".

### Canvi climàtic
Buttigieg està a favor de renovar el compromís dels EUA en l'acord del clima de París. El juny de 2017 va ser un dels 407 alcaldes dels Estats Units que va signar un pacte per adherir-se a l'acord després que el president Trump anunciés la seva intenció de sortir-ne. Buttigieg dona suport al Green New Deal proposat pels Demòcrates de la Cambra. També dona suport a subsidiar els panells solars i a una política de dividents i impostos al carbó per tal de reduir les emissions de gasos amb efecte hivernacle.

### Justícia penal
Buttigieg està a favor de l'abolició de la pena de mort. També ha proposat restaurar el dret a vot per ex-presidiaris i revertir les sentències penals relacionades amb delictes menors de drogues. Dona suport a "la venda segura, regulada i legal del cànnabis".
El 2019 Buttigieg va dir que estava "preocupat" per la commutació de la sentència del revelador d'informació de la guerra d'Iraq Chelsea Manning i va expressar una opinió mixta sobre les accions d'Edward Snowden, dient que "hem après coses sobre abusos que d'una manera o altra havien de sortir a la llum" però que "la manera en què ha de sortir a la llum és a través del seguiment del Congrés, no a través d'una filtració d'informació classificada".

### Economia i comerç
Buttigieg ha indicat sovint que l'automatització és la principal causa de la pèrdua de llocs de treballs en la indústria. Ha parlat de la necessitat de treballar amb els sindicats. Es considera un capitalista democràtic, s'oposa al capitalisme d'amics i dona suport a una esmena constitucional per protegir la democràcia de la influència dels diners en la política. És receptiu a la possibilitat d'accions a favor del dret a la competència (antitrust) contra les grans empreses tecnològiques però està més centrat en preocupacions per la privacitat i la seguretat de les dades.

### Eleccions
Buttigieg està a favor de l'abolició del col·legi electoral. També ha dit que els presidiaris condemnats no haurien de poder votar mentre estiguin engarjolats.

### Política exterior
Buttigieg creu que la invasió posterior a l'11-S de l'Afganistan estava justificada però ara està a favor d'una retirada de tropes de l'Afganistan, encara que no de Síria.
Buttigieg és un defensor compromès d'Israel, allunyant-se de la tendència creixent al Partit Demòcrata de donar suport als palestins i a la causa palestina. Tanmateix, no aprova el zel del primer ministre israelià Binyamín Netanyahu per annexionar assentaments jueus a Cisjordània.
El gener de 2019, després de l'autoproclamació de Juan Guaidó com a president interí de Veneçuela, Buttigieg va dir al HuffPost que donava suport a eleccions justes i lliures i a imposar sancions al país però s'oposava a una intervenció militar.
L'onze de juny de 2019, Buttigieg va dir: "Romandrem oberts a treballar amb un règim com el del Regne de l'Aràbia Saudita pels interessos del poble americà. Però no podem vendre els nostres valors més profunds per l'accés als combustibles fòssils i contractes de negoci lucratius.

### Sanitat
Buttigieg ha defensat un sistema de sanitat single-payer des de l'inici de la seva campanya. Ha aclarit que no implementaria immediatament aquest sistema single-payer sinó que primer implementaria un sistema all-payer com a solució temporal.

### Immigració
Buttigieg està a favor de DACA i ha cridat l'atenció sobre les polítiques agressives de deportació de l'administració Trump. Va defensar un habitant de Granger, Indiana, que va ser deportat després de viure 17 anys als EUA malgrat presentar-se regularment a ICE i sol·licitar una targeta verda.
Buttigieg ha dit que Trump ha sigut temerari en enviar tropes estatunidenques a la frontera sud i que aquesta és una mesura d'últim recurs.

### Afers judicials
Buttigieg creu que el Tribunal Suprema necessita una reforma estructural, emfatitzant-ne la despolitització i suggerint que se'n podria ampliar el nombre de membres a quinze, cinc dels quals només ho poden ser per consens unànime dels altres deu.

### Desigualtat racial
El juliol de 2019 Buttigieg va compartir el seu pla Douglass, anomenat per l'abolicionista Frederick Douglass, per corregir el racisme sistèmic als Estats Units. Anunciant-lo a una reunió de l'organització de drets civils de Jesse Jackson Rainbow/PUSH a Chicago, Buttigieg va comparar l'abast del pla amb el Pla Marshall, que va investir fons a l'Europa de la post-guerra de la Segona Guerra Mundial, i va dir que se centraria en "oportunitats per negocis de les minories, a enfortir el dret a vot, i a reformar el sistema de justícia penal". La iniciativa atorgaria 10 mil milions de dòlars per fomentar l'emprenedoria afroamericana en cinc anys, becaria amb 25 mil milions de dòlars universitats històriques negres, legalitzaria el cànnabis, eliminaria dels registres les condemnes per drogues, reduiria a la meitat el nombre de presos federals i aprovaria la llei federal New Voting Rights Act, pensada per incrementar l'accés al vot.

### Afers socials

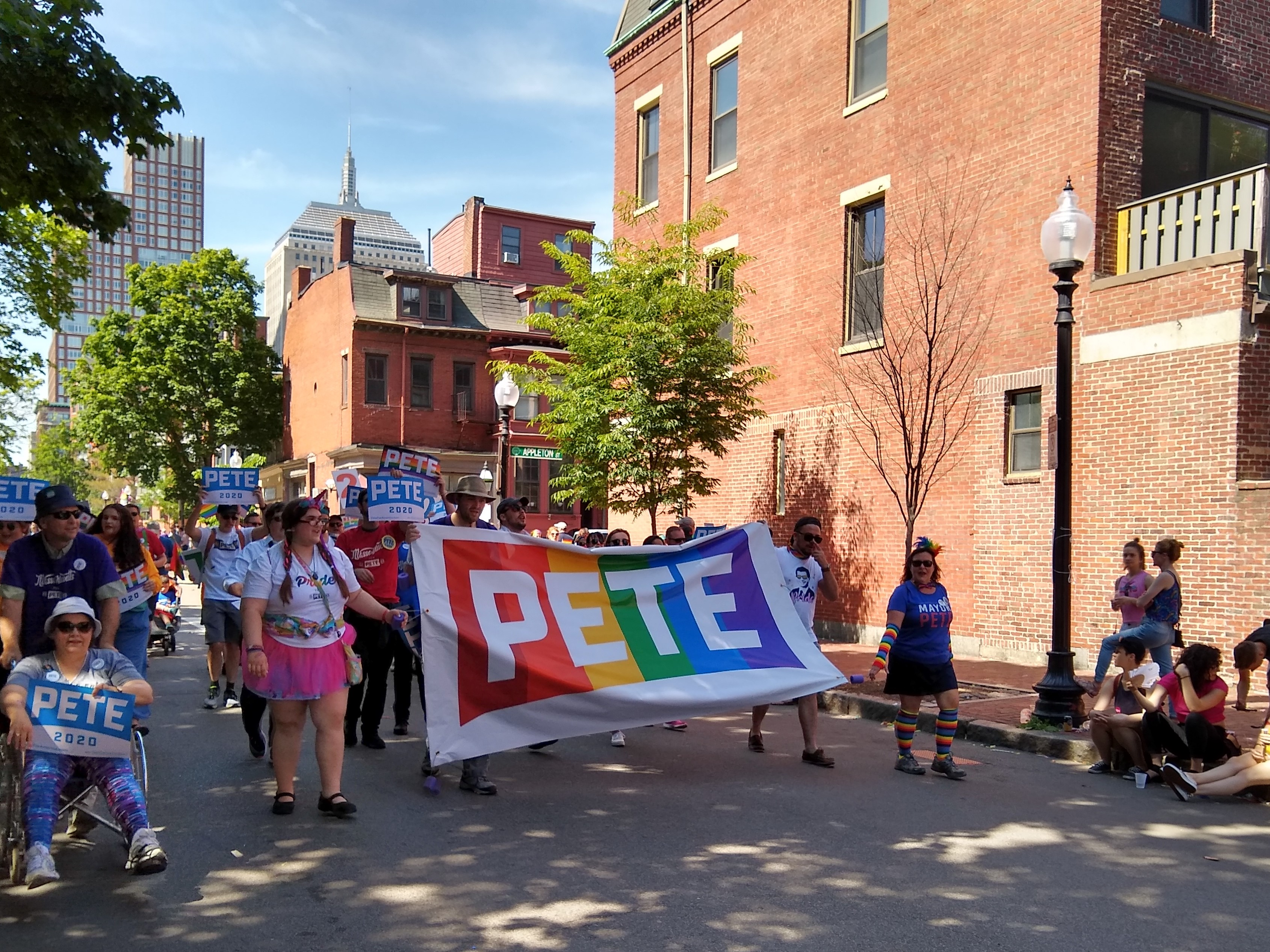
Seguidors de Pete Buttigieg manifestant-se en la desfilada Pride de Boston el 2019.

Buttigieg dona suport a esmenar la legislació de drets civils amb la Federal Equality Act per tal que els americans LGBT rebin proteccions federals contra la discriminació. S'oposa a la prohibició de la participació dels transgèneres en l'exèrcit adoptada sota Trump.
També dona suport a incrementar les oportunitats per fer el servei nacional i ha dit estar obert a decretar un servei nacional obligatori d'un any per aquells que facin divuit anys. Va dir "una cosa que podríem fer... seria fer, si no legalment obligatori, sens dubte una norma social que tothom fes un any de servei nacional en fer divuit anys". El juliol de 2019 va anunciar un pla per incrementar la participació en organitzacions de servei nacional com ara AmeriCorps i Peace Corps, així com per crear-ne de noves dedicades a "lluitar contra el canvi climàtic, tractar la salut mental i les addicions i cuidar la gent gran". La iniciativa prioritzaria el voluntariat en comunitats predominantment de minories i en zones rurals i triplicaria els programes fins a 250.000 persones en primera instància, amb l'objectiu d'arribar a un milió el 2026.
Buttigieg està en contra d'eliminar les matrícules per estudiar a la universitat perquè creu que subsidia injustament les famílies amb més ingressos a costa d'aquelles famílies amb ingressos baixos els fills de les quals no van a la universitat. Aquesta posició el distancia d'altres progressistes que donen suport a eliminar les matrícules a tothom. Buttigieg dona suport a iniciatives per a reduir els costos d'anar a la universitat.

### Formació de nous estats als EUA
Buttigieg està a favor que Washington DC esdevingui un estat dels Estats Units. També està a favor que Puerto Rico es converteixi en un estat dels Estats Units "si així ho volen".

## Vida personal

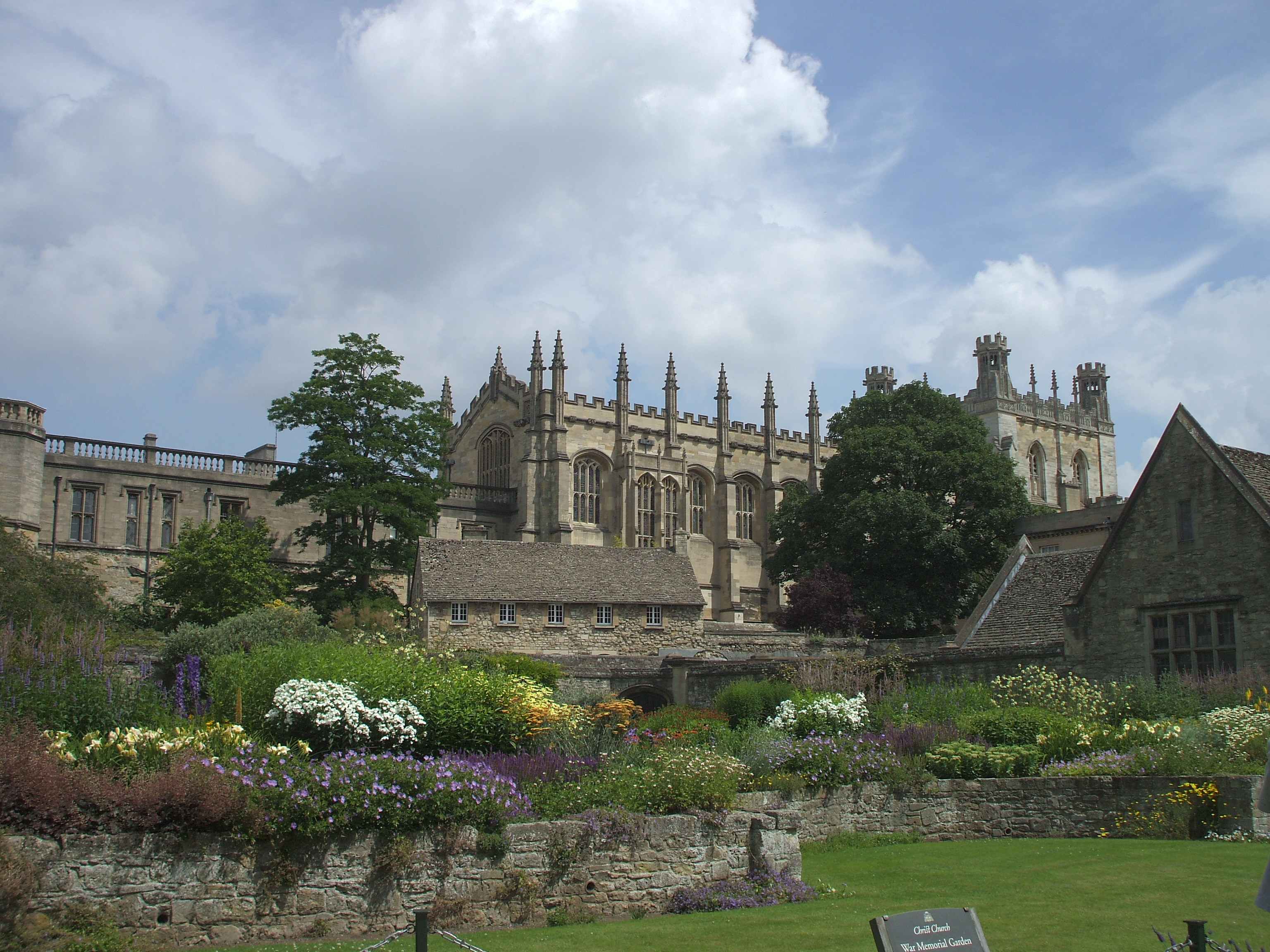
Christ Church Cathedral (Oxford), on Buttigieg assistí durant anys.

Buttigieg és cristià, i ha dit que la fe l'ha influenciat molt en la seva vida. Els seus pares el batejaren en una església catòlica quan era petit i va anar a escoles catòliques. Mentre estava a la Universitat d'Oxford, Buttigieg va començar a anar a missa a la Christ Church Cathedral i ha dit que se sentia "més o menys anglicà" quan va tornar a South Bend. Sant Agustí, James Martin i Garry Wills es troben entre les seves influències religioses. És membre de l'Església Episcopal i congregant de la Catedral de St. James al centre de South Bend.
Buttigieg va aprendre de manera autodidacta a parlar el noruec i té alguns coneixements de castellà, italià, maltès, àrab, darí persa i francès, a més del seu anglès natal, encara que la seva fluïdesa en aquestes llengües no és clara. La seva campanya no ha fet cap comentari sobre les seves habilitats lingüístiques però l'han gravat diverses vegades parlant en llengües estrangeres, incloent-hi entrevistes a Univision el 8 de maig de 2019 i a Telemundo el 20 de maig de 2019. Buttigieg toca la guitarra i el piano, i el 2013 va tocar a l'Orquestra Simfònica de South Bend com a pianista en solitari convidat amb Ben Folds. Buttigieg és membre Rodel de l'Institut Aspen el 2014. Va rebre el John F. Kennedy New Frontier Fenn Award el 2015.
En un article el juny de 2015 al South Bend Tribune, Buttigieg va sortir de l'armari com a homosexual. És el primer candidat presidencial obertament homosexual del Partit Demòcrata i el segon després de Fred Karger, un republicà que es presentà el 2012.
El desembre de 2017, Buttigieg va anunciar el seu compromís amb Chasten Glezman, un professor d'educació secundària, amb qui havia sortit des de l'agost de 2015 després de conèixer-se mitjançant l'aplicació de cites Hinge. Es casaren el 16 de juny de 2018 en una cerimònia privada a Catedral de St. James. Des de l'abril de 2019, Chasten també fa servir el cognom del seu marit.
El juny de 2019, en commemoració del 50è aniversari dels aldarulls de Stonewall, esdeveniment considerat clau pel moviment de drets LGBTQ, Queerty el va seleccionar a la llista Pride50 de "pioners que asseguren que la societat continua movent-se cap a la igualtat, acceptació i dignitat per totes les persones queer".

## Llibre
- Shortest Way Home: One Mayor's Challenge and a Model for America's Future (en anglès).  Nova York: Liveright, 2019. ISBN 9781631494376.